# Martin Weber (voetballer)
Martin Weber (Bargen, 24 oktober 1957) is een Zwitsers voormalig voetballer die speelde als verdediger.

## Carrière
Weber speelde bij FC Biel-Bienne gedurende vier seizoenen maar is voornamelijk bekend voor zijn zestien jaar dat hij speelde voor BSC Young Boys. Hij speelde meer dan 450 wedstrijden voor de club en scoorde 32 keer. Hij werd in 1986 landskampioen en won de beker een jaar later, in 1986 werd ook de supercup gewonnen.
Na zijn spelerscarrière was hij nog drie jaar coach van FC Solothurn. In 1999 was hij kort trainer van de club waar hij zolang gespeeld had namelijk BSC Young Boys.

## Erelijst
- BSC Young Boys
  - Landskampioen: 1986
  - Zwitserse voetbalbeker: 1987
  - Zwitserse supercup: 1986